# Jugra
Jugra (starorusko Югра, Jugra, bizantinsko grško Οὔγγροι,  Oὔggroi, latinsko Ongariae) je skupno ime pokrajin in ljudstev vzhodno od Urala zahodni Sibiriji, omenjenih v ruskih kronikah od 12. do 17. stoletja. V tistem času so bili v Jugri naseljeni Hanti (ali Ostjaki) in Mansi. Po Jugri se imenuje jugarska družina jezikov, vključno s hantskim in mansilskim jezikom in mdžarščino. 
V sodobnem  kontekstu se beseda Jugra na splošno nanaša na politično enoto Ruske federacije, uradno znano kot Avtonomno okrožje Hanti-Mansi–Jugra, ki se nahaja v deželah, zgodovinsko znanih kot Jugorija. V sodobni ruščini se beseda Jugorija uporablja kot pesniški sinonim regije.

## Zgodovina
Jugro so prvič omenili misijonarji in Abu Hamid al-Garnati, andaluški svetovni potnik iz Granade, ki je pokrajino v arabščini imenoval Jura:
Onstran Visuja ob Morju teme leži dežela, znana po imenu Jura. Poleti so tam dnevi zelo dolgi, tako da sonce ne zaide štirideset dni, kakor pravijo trgovci; a pozimi so noči enako dolge. Trgovci sporočajo, da tema ni daleč (od njih) in da ljudje iz Jure gredo tja in vstopijo vanjo z baklami ter tam najdejo ogromno drevo, ki je kot velika vas. Na vrhu drevesa sedi veliko bitje, pravijo, da je ptica. In s seboj prinesejo blago in vsak trgovec odloži svoje blago ločeno od blaga drugih, ga zaznamuje in odide. A ko se vrne, tam najde blago, potrebno za svojo državo ...
- Al Garnati: 32
Idol Jugranov je bila očitno Zlata gospa Obijanov. Prva poročila o Jugri kot Zlati gospel so v starih ruskih kronikah iz 14. stoletja. V 16. stoletju so o njej poročali podložniki moskovskega velikega kneza, pooblaščeni za opis trgovskih in vojaških poti za širitev Rusije. Leta 1549 jo je na zemljevidu Moskovije prikazal Žiga Herberstein, diplomat na ruskem dveru, in za njim na primer Gerardus Mercator na Zemljevidu Arktike iz leta 1595, kjer je označena kot Zlata gospa (iz ruskega Золотая баба – Zlata gospa ali Zlati idol).
Na Poljskem so jo v 16. stoletju opisovali kot deželo severovzhodno od Moskovske kneževine za Volgo in skrajni severni del Skitije na obali Arktičnega oceana. Imenovali so jo Ugri in jo imeli za pradomovin Madžarov.
Toponim Jugra je ohranjen v krajevnih imenih na skrajnem severovzhodu Evrope, kot sta ožina Jugorski šar in Jugorski polotok v Nenetskem avtonomnem okrožju.